# Pamuruyan
Pamuruyan is een bestuurslaag in het regentschap Sukabumi van de provincie West-Java, Indonesië. Pamuruyan telt 7051 inwoners (volkstelling 2010).